# Alen Stevanović
Alen Stevanović (in serbo Ален Стевановић?; Zurigo, 7 gennaio 1991) è un calciatore serbo, centrocampista dell'IMT Belgrado.

## Biografia
Quando è nato il suo cognome era Golos. I suoi genitori si sono separati subito dopo la sua nascita e non ha mai conosciuto il suo padre naturale e ha visto pochissimo la madre. Subito dopo la separazione, assieme a suo nonno, dal quale prese il cognome Stevanović, la madre è andata a cercare fortuna in Svizzera, mentre Alen, sua nonna e suo zio sono scappati dalla Bosnia in Serbia. Non ha potuto raggiungere sua madre a Zurigo in quanto non gli hanno concesso il visto e la vedeva solo una volta all'anno. Suo nonno, che aveva lavorato tanto in Svizzera e che era tornato a Belgrado, è mancato un anno dopo all'età di 58 anni. Fino al 2004-2005, come dichiarato da lui stesso, era arrabbiato con la vita e per questo ha avuto intemperanze che si sono rivelate rovinose all'inizio della sua carriera da giocatore.
Sposatosi con Dunja, il 20 novembre 2013 è diventato padre di Neva.

## Caratteristiche tecniche
Il suo ruolo naturale è quello di ala destra, ma può giocare anche come trequartista (suo ruolo originario) o alle spalle della punta.

## Carriera

### Club

#### Inizi e Inter
Cresciuto nel Radnički Obrenovac, l'11 gennaio 2008 sostiene un provino con il Torino su indicazione del direttore sportivo Fabio Lupo; il suo cartellino viene proposto alla società granata per 40.000 euro ma viene scartato da Urbano Cairo e dall'allora allenatore Walter Novellino, per il suo gioco considerato troppo frenetico.
Poco più di un anno dopo, il 2 febbraio 2009, viene acquistato dall'Inter e inserito nella formazione Primavera.
All'inizio del 2010 fa parte del ritiro nerazzurro ad Abu Dhabi. Il 6 gennaio riceve la prima convocazione in Serie A, per affrontare la trasferta contro il ChievoVerona dove non scende in campo, quindi esordisce in massima serie tre giorni dopo, subentrando a Thiago Motta al 70' di Inter-Siena (4-3). In quella stagione, in cui la squadra nerazzurra si aggiudica Campionato, Coppa Italia e Champions League, si rivela un elemento importante della formazione Primavera, sfoderando eccellenti prestazioni nel Torneo di Viareggio con numerosi assist e reti decisive.

#### Torino
Il 22 luglio 2010 viene ceduto in compartecipazione proprio alla società che lo aveva scaricato in passato, il Torino. Già nel gennaio 2010, infatti, la squadra di Urbano Cairo lo aveva richiesto in prestito, ma José Mourinho, impressionato dalle qualità del giocatore, aveva insistito perché rimanesse a Milano. Dopo il debutto in Coppa Italia contro il Cosenza, in cui si procura un rigore, l'allenatore Franco Lerda gli fa disputare 8 partite nel campionato di Serie B e ancora un'altra in Coppa Italia.

#### Toronto
Il 24 marzo 2011 viene ceduto in prestito alla squadra canadese del Toronto FC, che milita nella Major League Soccer, il massimo campionato di calcio degli Stati Uniti. Esordisce con la nuova squadra – da titolare – il 26 marzo, in Toronto-Portland Timbers (2-0), valida per la seconda giornata di campionato.
Chiude quest'esperienza con 12 presenze.

#### Ritorno al Torino
Il 21 giugno 2011 viene rinnovata la compartecipazione tra Inter e Torino anche per la stagione 2011-2012.
Il 4 settembre, nel posticipo della terza giornata del campionato di Serie B, segna al 40' il suo primo gol tra i professionisti portando in vantaggio la squadra granata contro il Varese. Chiude la stagione con 36 presenze totali e 3 gol segnati (gli altri contro Modena e Nocerina).
Il 22 giugno Inter e Torino si accordano per il rinnovo della compartecipazione del giocatore, che rinnova anche il suo contratto fino al 30 giugno 2015. Il 19 giugno 2013, dopo 15 presenze e 2 gol in Serie A, il Torino risolve a proprio favore la compartecipazione con l'Inter.

#### Prestiti a Palermo, Bari e Spezia
L'11 luglio 2013 si trasferisce al Palermo in prestito con diritto di riscatto della compartecipazione, con ufficializzazione presso la Lega Calcio il giorno successivo.
Debutta in maglia rosanero nella prima partita utile, cioè il secondo turno di Coppa Italia vinta per 2-1 sulla Cremonese e disputata l'11 agosto 2013, giocando titolare. Il 3 maggio 2014, dopo la vittoria contro il Novara per 1-0 in trasferta, ottiene la promozione in Serie A – con annessa vittoria del campionato – con cinque giornate d'anticipo. Chiude la stagione con 21 presenze in campionato e una in Coppa Italia.
A fine annata il Palermo non esercita l'opzione di riscatto e il calciatore fa così ritorno al Torino.
Il 23 luglio 2014 passa in prestito con diritto di riscatto al Bari. Il 20 settembre 2014 segna la sua unica rete in maglia bianco-rossa contro il Livorno, partita che termina 2-0 per la squadra pugliese. Termina la sua esperienza nel Bari totalizzando 16 presenze con 1 gol.
Il 13 gennaio 2015 passa in prestito allo Spezia in cambio dell'attaccante Ebagua e del centrocampista Schiattarella.

#### Partizan Belgrado
Il 31 agosto 2015 rescinde il contratto col Torino e firma per il Partizan Belgrado.

### Jamshedpur
Nel mercato estivo del 2023 passa allo Jamshedpur che milita nell'Indian Super League, massima serie indiana.

### Nazionale
Dopo aver preso parte a 2 partite della Nazionale Under-18 serba nel 2008, il 3 marzo 2010 esordisce nella Nazionale Under-21 serba.
Il 12 ottobre 2012, convocato dall'allenatore Siniša Mihajlović, fa il suo debutto anche in Nazionale maggiore, subentrando al 67' a Zoran Tošić nella sconfitta interna contro il Belgio.

## Statistiche

### Presenze e reti nei club
Statistiche aggiornate al 9 aprile 2024.
| Stagione            | Squadra             | Campionato          | Campionato | Campionato | Coppe nazionali | Coppe nazionali | Coppe nazionali | Coppe europee | Coppe europee | Coppe europee | Altre coppe | Altre coppe | Altre coppe | Totale | Totale | Totale |
| Stagione            | Squadra             | Comp                | Pres       | Reti       | Comp            | Pres            | Reti            | Comp          | Pres          | Reti          | Comp        | Pres        | Reti        | Pres   | Reti   |        |
| ------------------- | ------------------- | ------------------- | ---------- | ---------- | --------------- | --------------- | --------------- | ------------- | ------------- | ------------- | ----------- | ----------- | ----------- | ------ | ------ | ------ |
| 2009-2010           | Inter               | A                   | 1          | 0          | CI              | 0               | 0               | CL            | 0             | 0             | SI          | 0           | 0           | 1      | 0      |        |
| 2010-mar. 2011      | Torino              | B                   | 8          | 0          | CI              | 2               | 0               | -             | -             | -             | -           | -           | -           | 10     | 0      |        |
| mar.-giu. 2011      | Toronto FC          | MLS                 | 12         | 0          | -               | -               | -               | -             | -             | -             | -           | -           | -           | 12     | 0      |        |
| 2011-2012           | Torino              | B                   | 34         | 3          | CI              | 2               | 0               | -             | -             | -             | -           | -           | -           | 36     | 3      |        |
| 2012-2013           | Torino              | A                   | 15         | 2          | CI              | 2               | 0               | -             | -             | -             | -           | -           | -           | 17     | 2      |        |
| Totale Torino       | Totale Torino       | Totale Torino       | 57         | 5          |                 | 6               | 0               |               | -             | -             |             | -           | -           | 63     | 5      |        |
| 2013-2014           | Palermo             | B                   | 21         | 0          | CI              | 1               | 0               | -             | -             | -             | -           | -           | -           | 22     | 0      |        |
| 2014-2015           | Bari                | B                   | 16         | 1          | CI              | 0               | 0               | -             | -             | -             | -           | -           | -           | 16     | 1      |        |
| gen.-giu. 2015      | Spezia              | B                   | 9          | 1          | CI              | -               | -               | -             | -             | -             | -           | -           | -           | 9      | 1      |        |
| 2015-2016           | Partizan            | SL                  | 20         | 3          | CS              | 5               | 1               | UCL+UEL       | 0+3           | 0             | -           | -           | -           | 28     | 4      |        |
| 2016-2017           | Partizan            | SL                  | 17         | 2          | CS              | 1               | 0               | UEL           | 1             | 0             | -           | -           | -           | 19     | 2      |        |
| Totale Partizan     | Totale Partizan     | Totale Partizan     | 37         | 5          |                 | 6               | 1               |               | 4             | 0             |             | -           | -           | 47     | 6      |        |
| 2018                | Shonan Bellmare     | J1                  | 8          | 2          | CJL             | 2               | 0               | -             | -             | -             | CI          | 2           | 0           | 12     | 2      |        |
| feb.-giu. 2019      | Wisła Płock         | E                   | 9          | 1          | PP              | -               | -               | -             | -             | -             | -           | -           | -           | 9      | 1      |        |
| ago.2019            | Wisła Płock         | E                   | 1          | 0          | PP              | -               | -               | -             | -             | -             | -           | -           | -           | 1      | 0      |        |
| Totale Wisła Płock  | Totale Wisła Płock  | Totale Wisła Płock  | 10         | 1          |                 | -               | -               |               | -             | -             |             | -           | -           | 10     | 1      |        |
| feb.-giu. 2021      | Carsko Selo         | EL                  | 4          | 0          | CB              | 1               | 0               | -             | -             | -             | -           | -           | -           | 5      | 0      |        |
| ago.2021-gen.2022   | Carsko Selo         | EL                  | 17         | 1          | CB              | -               | -               | -             | -             | -             | -           | -           | -           | 17     | 1      |        |
| Totale Carsko Selo  | Totale Carsko Selo  | Totale Carsko Selo  | 21         | 1          |                 | 1               | 0               |               | -             | -             |             | -           | -           | 22     | 1      |        |
| gen.-giu.2022       | IMT Belgrado        | PL                  | 17         | 4          | CS              | -               | -               | -             | -             | -             | -           | -           | -           | 17     | 4      |        |
| 2022-2023           | IMT Belgrado        | PL                  | 24         | 3          | CS              | 1               | 0               | -             | -             | -             | -           | -           | -           | 25     | 3      |        |
| 2023-2024           | Jamshedpur          | ISL                 | 16         | 0          | SC              | 2               | 0               | -             | -             | -             | DC          | -           | -           | 18     | 0      |        |
| 2024-2025           | IMT Belgrado        | PL                  | 0          | 0          | CS              | 0               | 0               | -             | -             | -             | -           | -           | -           | 0      | 0      |        |
| Totale IMT Belgrado | Totale IMT Belgrado | Totale IMT Belgrado | 41         | 7          |                 | 1               | 0               |               | -             | -             |             | -           | -           | 42     | 7      |        |
| Totale carriera     | Totale carriera     | Totale carriera     | 249        | 23         |                 | 19              | 1               |               | 4             | 0             |             | 2           | 0           | 275    | 24     |        |

### Cronologia presenze e reti in nazionale
| Cronologia completa delle presenze e delle reti in nazionale ― Serbia | Cronologia completa delle presenze e delle reti in nazionale ― Serbia | Cronologia completa delle presenze e delle reti in nazionale ― Serbia | Cronologia completa delle presenze e delle reti in nazionale ― Serbia | Cronologia completa delle presenze e delle reti in nazionale ― Serbia | Cronologia completa delle presenze e delle reti in nazionale ― Serbia | Cronologia completa delle presenze e delle reti in nazionale ― Serbia | Cronologia completa delle presenze e delle reti in nazionale ― Serbia |
| Data                                                                  | Città                                                                 | In casa                                                               | Risultato                                                             | Ospiti                                                                | Competizione                                                          | Reti                                                                  | Note                                                                  |
| --------------------------------------------------------------------- | --------------------------------------------------------------------- | --------------------------------------------------------------------- | --------------------------------------------------------------------- | --------------------------------------------------------------------- | --------------------------------------------------------------------- | --------------------------------------------------------------------- | --------------------------------------------------------------------- |
| 12-10-2012                                                            | Belgrado                                                              | Serbia                                                                | 0 – 3                                                                 | Belgio                                                                | Qual. Mondiali 2014                                                   | -                                                                     |                                                                       |
| 22-3-2013                                                             | Zagabria                                                              | Croazia                                                               | 2 – 0                                                                 | Serbia                                                                | Qual. Mondiali 2014                                                   | -                                                                     |                                                                       |
| 26-3-2013                                                             | Novi Sad                                                              | Serbia                                                                | 2 – 0                                                                 | Scozia                                                                | Qual. Mondiali 2014                                                   | -                                                                     |                                                                       |
| Totale                                                                |                                                                       | Presenze                                                              | 3                                                                     |                                                                       | Reti                                                                  | 0                                                                     |                                                                       |

## Palmarès

### Club

#### Competizioni giovanili
- Champions Under-18 Challenge: 1

Inter: 2010

#### Competizioni nazionali
- Campionato italiano: 1

Inter: 2009-2010
- Campionato italiano di Serie B: 1

Palermo: 2013-2014
- Kup Srbije: 2

Partizan: 2015-2016, 2016-2017
- Superliga (Serbia): 1

Partizan: 2016-2017
- Coppa J.League: 1

Shonan Bellmare: 2018
- Prva Liga Srbija: 1

IMT Belgrado: 2022-2023